# Agapetus moselyi
Agapetus moselyi är en nattsländeart som först beskrevs av Georg Ulmer 1938.  Agapetus moselyi ingår i släktet Agapetus och familjen stenhusnattsländor. Inga underarter finns listade i Catalogue of Life.